# Recovery (James Arthur)
Recovery is een nummer van de Britse singer-songwriter James Arthur uit 2013. Het is de derde single van zijn titelloze debuutalbum.
"Recovery" gaat over Arthurs worsteling met verslaving in het verleden. Arthur beschrijft de voordelen van het herstellen van een ernstig probleem, waarbij de zanger toegeeft dat hij vijftien joints rookte voordat hij naar bed ging. Het nummer werd een bescheiden hit in het Verenigd Koninkrijk, waar het de 19e positie bereikte. In Nederland haalde de plaat geen hitlijsten, terwijl in Vlaanderen de 11e positie in de Tipparade werd bereikt.

## Tracklijst
- Muziekdownload

1. "Recovery" - 3:50